# Рамат-ха-Ковеш
Рамат-ха-Ковеш (ивр. רָמַת הַכּוֹבֵשׁ‎) — кибуц в центре Израиля. Расположен в 7 километрах к северу от города Кфар-Саба, входит в юрисдикцию регионального совета Дром-ха-Шарон. В 2020 году его население составляло 1 130 человек.

## История
Кибуц был основан сионистской молодежью из движений Ха-шомер ха-цаир и Гехалуц, в основном евреев-репатриантов из Визны. Визнивийская группа движения Гехалуц репатриировалась в Подмандатную Палестину в 1926 году. Они сформировали ядро кибуца «Ха-Ковеш», который изначально располагался недалеко от поселения (ныне город) Петах-Тиква. В 1936 году у арабской семьи был куплен участок земли в районе, окруженном тремя арабскими деревнями. Основатели кибуца поселились на этой земле, но страдали от продолжающихся снайперских стрельб и актов насилия арабов вплоть до основания Государства Израиль в 1948 году.

## Население
По данным Центрального статистического бюро Израиля, население на начало 2020 года составляло 1 130 человек.